# Ihud Bnei Sakhnin
(Abbas Suan, ex-calciatore arabo-israeliano, After the Cup: Sons of Sakhnin United, 2009)
L'Ihud Bnei Sakhnin (in ebraico איחוד בני סכנין‎?; in arabo اتحاد أبناء سخنين‎?, Ittihad Abna Sakhnin, letteralmente "Figli di Sakhnin Uniti"), noto semplicemente come Bnei Sakhnin, è una società calcistica israeliana con sede nella città di Sakhnin, militante nella Ligat ha'Al, la massima serie del campionato di calcio israeliano.

## Storia
Nato nel 1996 dalla fusione del Maccabi Sakhnin con l'Hapoel Sakhnin, il Bnei Sakhnin è il principale club calcistico arabo-israeliano del Paese. Nel suo palmarès vanta la vittoria dell'edizione 2003-2004 della Coppa di Stato, conquistata al suo primo anno di militanza in Ligat ha'Al. La vittoria portò la squadra a competere nella Coppa UEFA 2004-2005 (ove fu eliminata al primo turno dagli inglesi del Newcastle), divenendo la prima squadra araba a disputare una competizione calcistica europea.
Sorretto dai finanziamenti del magnate israeliano Arcadi Gaydamak (presidente del Beitar Gerusalemme), nonché dell'emiro del Qatar Hamad bin Khalifa Al Thani (che ha patrocinato la ricostruzione dello stadio del club, ribattezzato per tale motivo "Doha", in riferimento alla capitale del Qatar), il Bnei Sakhnin è una delle più promettenti realtà in vista della realizzazione del processo di pace in Israele. Nella sua rosa militano infatti sia calciatori ebrei che arabo-israeliani, mentre tra i suoi tifosi, pur contandosi in maggioranza arabo-israeliani (Sakhnin è città araba), non mancano diversi abitanti dei vicini kibbutz.

## Diffusione nella cultura di massa
Proprio in seguito alla vittoria in Coppa di Stato nel 2004, che impressionò favorevolmente l'opinione pubblica internazionale per la fratellanza sugli spalti tra tifosi arabi ed ebrei del Bnei Sakhnin, è stato girato il film After the Cup: Sons of Sakhnin United, film del 2009 diretto dal regista statunitense Christopher Browne.

## Palmarès

### Competizioni nazionali
- Coppa d'Israele: 1

2003-2004

### Altri piazzamenti
- Coppa d'Israele:

Semifinalista: 2015-2016
- Coppa di Lega israeliana:

Finalista: 2020-2021
Semifinalista: 2001-2002
- Liga Leumit:

Secondo posto: 2002-2003, 2006-2007, 2019-2020
- Coppa Intertoto UEFA:

Finalista: 2008

## Organico

### Rosa 2024-2025
Aggiornata al 20 gennaio 2025.
| N. |                       | Ruolo | Calciatore             |
| -- | --------------------- | ----- | ---------------------- |
| 2  | Israele (bandiera)    | D     | Maroun Gantus          |
| 4  | Cipro (bandiera)      | D     | Kōnstantinos Sōtīriou  |
| 5  | Israele (bandiera)    | C     | Gaby Joury             |
| 6  | Israele (bandiera)    | C     | Ilay Elmkies           |
| 7  | Israele (bandiera)    | C     | Beram Kayal (capitano) |
| 8  | Israele (bandiera)    | C     | Omer Abuhav            |
| 9  | Madagascar (bandiera) | A     | Alexandre Ramalingom   |
| 10 | Camerun (bandiera)    | A     | Kévin Soni             |
| 11 | Ghana (bandiera)      | C     | Mathew Anim Cudjoe     |
| 14 | Israele (bandiera)    | D     | Itay Ben Hamo          |
| 16 | Israele (bandiera)    | D     | Amir Nassar            |
| 20 | Israele (bandiera)    | D     | Mohamad Ganame         |
| 22 | Israele (bandiera)    | P     | Mohammed Abu Nil       |
| 24 | Israele (bandiera)    | A     | Baseel Khuri           |

| N. |                                 | Ruolo | Calciatore         |
| -- | ------------------------------- | ----- | ------------------ |
| 26 | Israele (bandiera)              | C     | Jubayer Bushnak    |
| 28 | Israele (bandiera)              | D     | Ovadia Darwish     |
| 29 | Israele (bandiera)              | C     | Ahmed Salman       |
| 30 | Mandato di Palestina (bandiera) | P     | Abed Yassin        |
| 33 | Belgio (bandiera)               | C     | Stephane Omeonga   |
| 37 | Israele (bandiera)              | C     | Ahmad Taha         |
| 42 | Camerun (bandiera)              | C     | Jeando Fuchs       |
| 77 | Israele (bandiera)              | C     | Mido Badarna       |
| 99 | Israele (bandiera)              | A     | Abdallah Khalaihal |
|    | Israele (bandiera)              | D     | Hatem Abd Elhamed  |
|    | Israele (bandiera)              | D     | Eyad Abu Abaid     |
|    | Israele (bandiera)              | A     | Mohammad Khalaila  |
|    | Ucraina (bandiera)              | D     | Daniel Joulani     |
|    | Mandato di Palestina (bandiera) | D     | Hadi Rabah         |

### Stagioni passate
- stagione 2011-2012
- stagione 2017-2018